# Tiberio Claudio Cesare Britannico
Tiberio Claudio Cesare Britannico (in latino Tiberius Claudius Caesar Britannicus; Roma, 12 febbraio 41 – Roma, 11 febbraio 55), nato come Tiberio Claudio Cesare Germanico (Tiberius Claudius Caesar Germanicus) e meglio conosciuto semplicemente come Britannico, è stato un nobile romano, appartenente alla dinastia giulio-claudia.

## Origini familiari

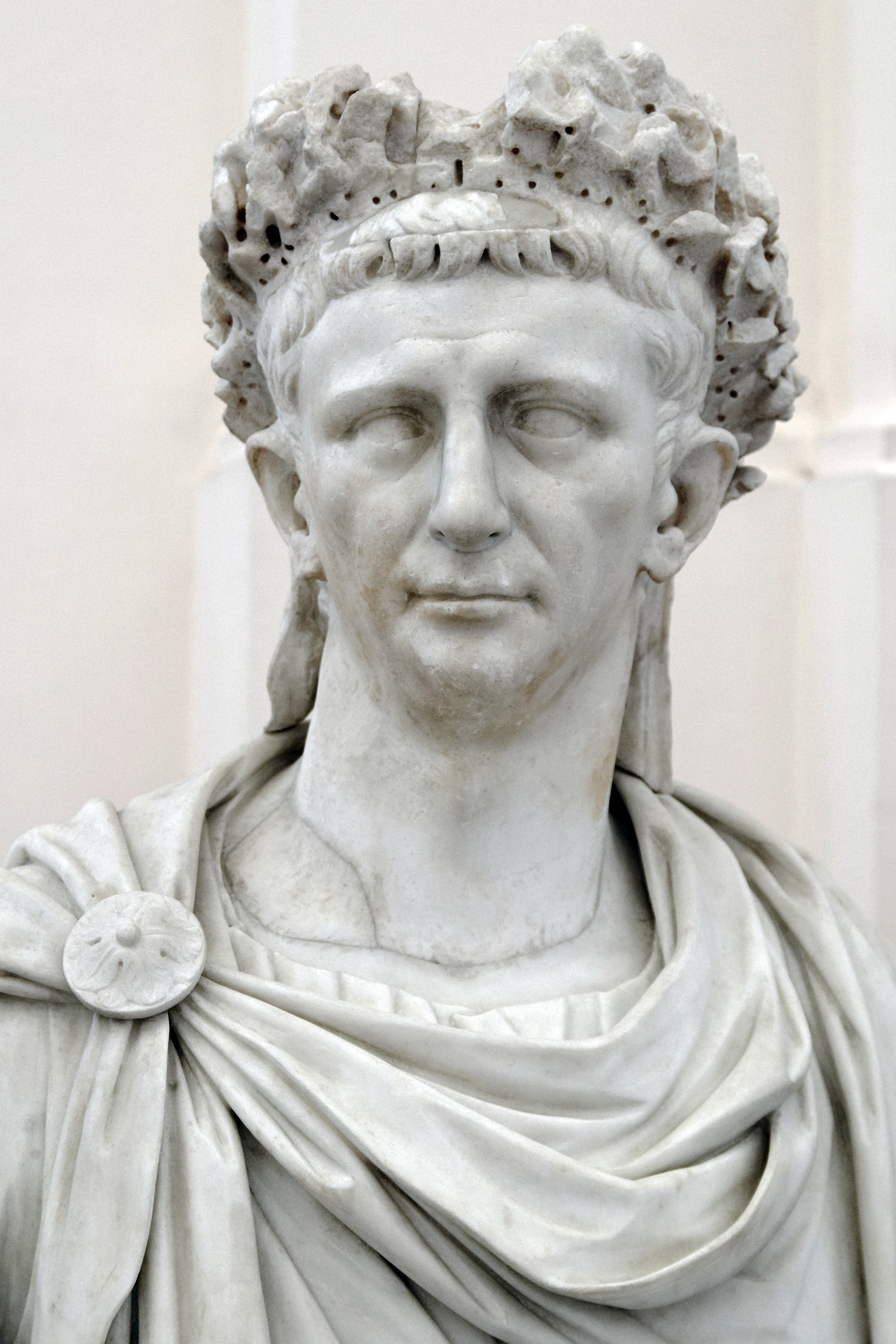
Busto di Claudio, padre di Britannico (Museo archeologico nazionale, Napoli)

Britannico, nato con il nome Germanico, era il secondo figlio che l'imperatore Claudio aveva da Messalina (dopo Claudia Ottavia) e il quinto, e ultimo, compresi quelli nati dai suoi precedenti matrimoni (Claudio Druso, morto adolescente, Claudia, rifiutata alla nascita, e Claudia Antonia). Era nipote, da parte paterna, di Druso maggiore e Antonia minore, e quindi pronipote di Tiberio, bisnipote di Marco Antonio e cugino di Caligola. Da parte materna era nipote di Marco Valerio Messalla Barbato, discendente della sorella di Augusto Ottavia minore, e di Domizia Lepida, anche lei discendente di Marco Antonio.

## Biografia

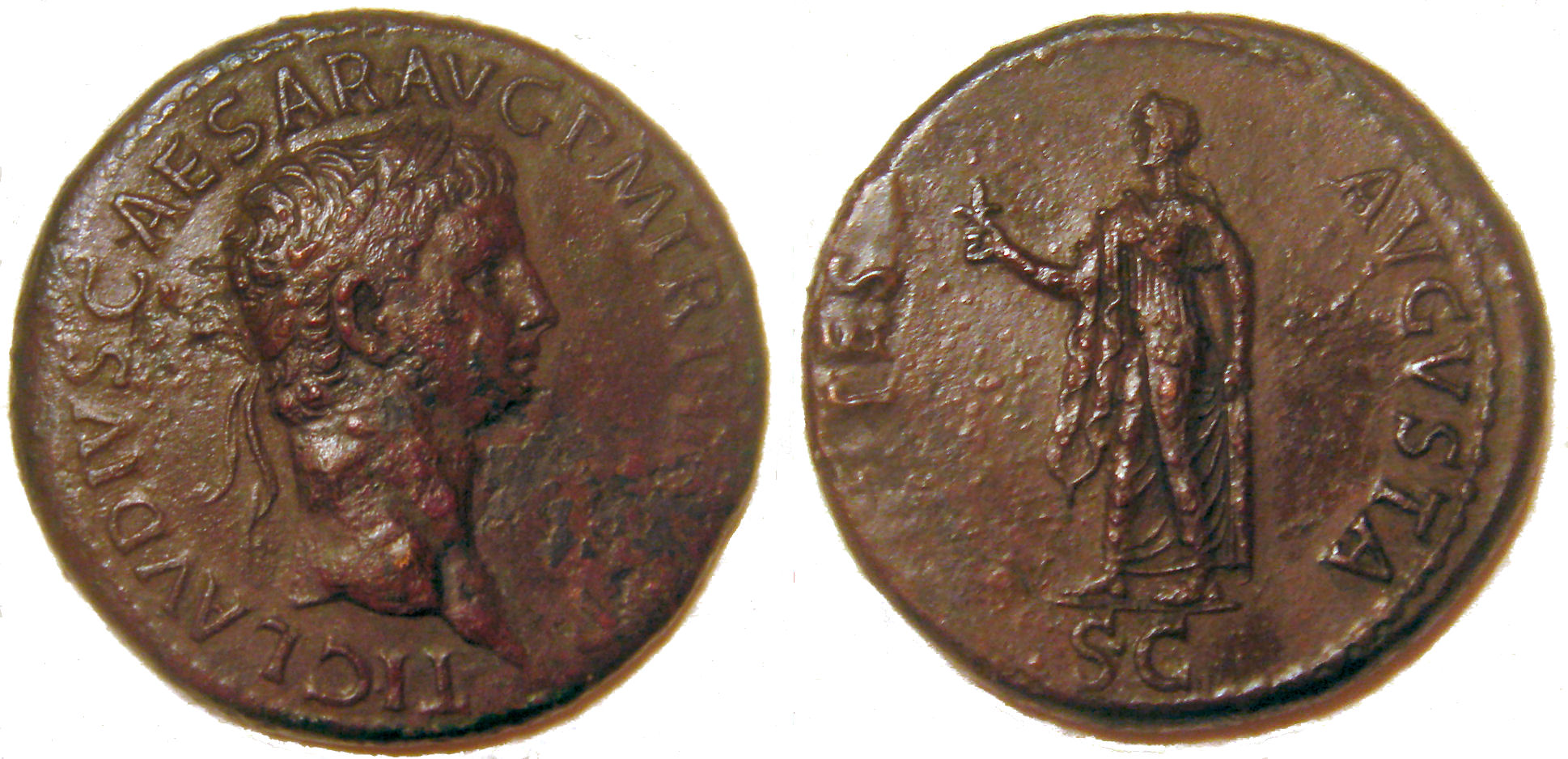
Moneta commemorativa in onore dell'erede imperiale.

Per commemorare la nascita dell'erede, Claudio fece coniare dei sesterzi che su un lato recavano la scritta "Spes Augusta" (speranza della famiglia imperiale). Due anni dopo la nascita del bambino, nel 43, a seguito della conquista della Britannia, il senato offrì a Claudio il titolo onorifico "Britannico". L'imperatore rifiutò di adottarlo lui stesso ma lo concesse al figlio, che da allora in avanti diventerà noto con questo nome. Claudio fu molto legato al nuovo figlio, e fin da bambino lo portava sempre con sé durante gli incontri ufficiali e lo acclamava insieme con la folla.
La madre di Britannico, la scandalosa Messalina, conduceva una vita sregolata e piena di amanti. Il più importante degli amori di Messalina fu quello con il senatore Gaio Silio. Infatti l'imperatrice obbligò l'amante a divorziare e nel 48, mentre Claudio era fuori Roma, i due contrassero matrimonio. Lo stesso Claudio firmò il contratto per la dote della moglie, perché sperava così di far ricadere certi presagi negativi su Silio.
Dopo poco tempo però, nonostante la passione che provava per lei, Claudio condannò a morte sia Silio sia Messalina, per paura che l'impero potesse finire nelle mani del senatore.
L'imperatore si risposò quindi con Agrippina minore e ne adottò il figlio Lucio Domizio Enobarbo, diventato in seguito imperatore con il nome di Nerone.
Britannico indossò la toga virilis ancora prima di raggiungere l'età adulta per volere del padre, che durante la cerimonia annunciò: « Perché il popolo romano abbia finalmente un vero Cesare ». Durante l'infanzia diventò molto amico con Tito Flavio Vespasiano, figlio di un generale del padre, che in seguito, diventando imperatore, lo onorò con diverse statue.
Claudio morì il 12 ottobre del 54 d.C. probabilmente avvelenato dalla stessa Agrippina aiutata da diversi cortigiani. L'imperatrice nascose il più possibile la notizia della morte di Claudio ai suoi figli naturali, trattenendoli nelle stanze del palazzo. Il giorno dopo Nerone divenne imperatore di Roma, grazie ad Agrippina, forse falsificando o facendo credere a Seneca che il testamento l'avesse bruciato.
In quei mesi però successe qualcosa. Agrippina non ebbe ottimi rapporti con Nerone, ora che era imperatore, quindi voleva detronizzarlo, così che Britannico prendesse il suo posto, rivelando la verità scritta nel testamento di Claudio. Nerone però lo venne a sapere, forse grazie a Seneca o a delle spie.
Britannico, su ordine di Nerone, fu avvelenato durante un banchetto. Per evitare l'ostacolo dell'assaggiatore del principe, il veleno fu messo in dell'acqua ghiacciata, versata nel suo vino, che gli fu servito troppo caldo. La sua morte fu quasi istantanea e fu mascherata come un attacco di epilessia, male che di tanto in tanto colpiva Britannico, forse fin dalla nascita. Secondo Svetonio, il giovane Tito, futuro imperatore, era accanto a Britannico quando morì e assaggiò accidentalmente lo stesso veleno bevendo dalla stessa coppa, avendo un malore. Storici moderni hanno argomentato che, siccome i veleni del tempo non agivano istantaneamente, Britannico sia stato avvelenato precedentemente e a più riprese, oppure che sia davvero morto per crisi epilettica.
Morì alla vigilia del suo compleanno, a 13 anni d'età.

## Ascendenza
|                                   |                                |                         | Genitori                    |  |  | Nonni |  |  | Bisnonni                       |  |  | Trisnonni            |  |
|                                   |                                |                         |                             |  |  |       |  |  | Pretore Tiberio Claudio Nerone |  |  | Druso Claudio Nerone |  |
|                                   |                                |                         |                             |  |  |       |  |  | Pretore Tiberio Claudio Nerone |  |  | Druso Claudio Nerone |  |
|                                   |                                | Claudia                 |                             |  |  |       |  |  | Pretore Tiberio Claudio Nerone |  |  |                      |  |
| Console Druso maggiore            |                                |                         |                             |  |  |       |  |  | Pretore Tiberio Claudio Nerone |  |  |                      |  |
|                                   |                                | Livia Drusilla          | Marco Livio Druso Claudiano |  |  |       |  |  |                                |  |  |                      |  |
|                                   |                                | Livia Drusilla          | Marco Livio Druso Claudiano |  |  |       |  |  |                                |  |  |                      |  |
|                                   |                                | Livia Drusilla          | Alfidia                     |  |  |       |  |  |                                |  |  |                      |  |
| Imperatore Claudio                |                                | Livia Drusilla          |                             |  |  |       |  |  |                                |  |  |                      |  |
|                                   |                                | Marco Antonio (1)       | Marco Antonio Cretico       |  |  |       |  |  |                                |  |  |                      |  |
|                                   |                                | Marco Antonio (1)       | Marco Antonio Cretico       |  |  |       |  |  |                                |  |  |                      |  |
|                                   |                                | Marco Antonio (1)       | Giulia                      |  |  |       |  |  |                                |  |  |                      |  |
| Antonia minore                    |                                | Marco Antonio (1)       |                             |  |  |       |  |  |                                |  |  |                      |  |
|                                   |                                | Ottavia minore (2)      | Gaio Ottavio                |  |  |       |  |  |                                |  |  |                      |  |
|                                   |                                | Ottavia minore (2)      | Gaio Ottavio                |  |  |       |  |  |                                |  |  |                      |  |
|                                   |                                | Ottavia minore (2)      | Azia maggiore               |  |  |       |  |  |                                |  |  |                      |  |
| Tiberio Claudio Cesare Britannico |                                | Ottavia minore (2)      |                             |  |  |       |  |  |                                |  |  |                      |  |
|                                   | Marco Valerio Messalla Appiano | Appio Claudio Pulcro    |                             |  |  |       |  |  |                                |  |  |                      |  |
|                                   | Marco Valerio Messalla Appiano | Appio Claudio Pulcro    |                             |  |  |       |  |  |                                |  |  |                      |  |
|                                   | Marco Valerio Messalla Appiano | …                       |                             |  |  |       |  |  |                                |  |  |                      |  |
| Marco Valerio Messalla Barbato    | Marco Valerio Messalla Appiano |                         |                             |  |  |       |  |  |                                |  |  |                      |  |
|                                   |                                | Claudia Marcella minore | Gaio Claudio Marcello       |  |  |       |  |  |                                |  |  |                      |  |
|                                   |                                | Claudia Marcella minore | Gaio Claudio Marcello       |  |  |       |  |  |                                |  |  |                      |  |
|                                   |                                | Claudia Marcella minore | Ottavia minore (2)          |  |  |       |  |  |                                |  |  |                      |  |
| Valeria Messalina                 |                                | Claudia Marcella minore |                             |  |  |       |  |  |                                |  |  |                      |  |
|                                   |                                | Lucio Domizio Enobarbo  | Gneo Domizio Enobarbo       |  |  |       |  |  |                                |  |  |                      |  |
|                                   |                                | Lucio Domizio Enobarbo  | Gneo Domizio Enobarbo       |  |  |       |  |  |                                |  |  |                      |  |
|                                   |                                | Lucio Domizio Enobarbo  | Emilia Lepida               |  |  |       |  |  |                                |  |  |                      |  |
| Domizia Lepida                    |                                | Lucio Domizio Enobarbo  |                             |  |  |       |  |  |                                |  |  |                      |  |
|                                   |                                | Antonia maggiore        | Marco Antonio (1)           |  |  |       |  |  |                                |  |  |                      |  |
|                                   |                                | Antonia maggiore        | Marco Antonio (1)           |  |  |       |  |  |                                |  |  |                      |  |
|                                   |                                | Antonia maggiore        | Ottavia minore (2)          |  |  |       |  |  |                                |  |  |                      |  |
|                                   |                                | Antonia maggiore        |                             |  |  |       |  |  |                                |  |  |                      |  |